# Bazentin
Bazentin è un comune francese di 77 abitanti, situato nel dipartimento della Somme nella regione dell'Alta Francia.

## Società

### Evoluzione demografica
Abitanti censiti